# Frechilla de Almazán
Frechilla de Almazán ist ein Ort und eine zur bevölkerungsarmen Serranía Celtibérica gehörende Gemeinde (municipio) mit nur noch 21 Einwohnern (Stand: 2024) in der Provinz Soria im Osten der autonomen Gemeinschaft Kastilien-León in Spanien. Neben dem namensgebenden Hauptort Frechilla de Almazán gehören die Ortschaften La Miñosa und Torremediana zur Gemeinde.

## Lage
Frechilla de Almazán liegt ca. 35 Kilometer (Fahrtstrecke) südlich der Provinzhauptstadt Soria in einer Höhe von ca. 985 m. Im Osten bildet die Autovía A-15 einen Teil der Gemeindegrenze. Das Klima ist gemäßigt bis warm; Regen (ca. 479 mm/Jahr) fällt hauptsächlich im Winterhalbjahr.

## Bevölkerungsentwicklung
| Jahr      | 1970 | 1981 | 1991 | 2001 | 2011 | 2021 |
| Einwohner | 107  | 77   | 56   | 47   | 27   | 20   |

Infolge der Mechanisierung der Landwirtschaft, der Aufgabe bäuerlicher Kleinbetriebe und des daraus resultierenden geringeren Arbeitskräftebedarfs ist die Einwohnerzahl seit der Mitte des 20. Jahrhunderts deutlich zurückgegangen.

## Wirtschaft
Grundlage des Lebens und Überlebens der jahrhundertelang als Selbstversorger lebenden Bewohner von Borjabad war und ist die Landwirtschaft, zu der natürlich auch die Viehzucht gehört. Einige der leerstehenden Häuser wurden in den letzten Jahrzehnten zu Ferienwohnungen (casas rurales) umgebaut.

## Sehenswürdigkeiten
- Andreaskirche in Frechilla de Almazán